# Kaislasaari
Kaislasaari är en ö i Finland. Den ligger i sjön Kaislajärvi och i kommunen Jockas i den ekonomiska regionen  Pieksämäki ekonomiska region  och landskapet Södra Savolax, i den södra delen av landet, 230 km nordost om huvudstaden Helsingfors. Öns area är 12,3 hektar och dess största längd är 0,6 kilometer i nord-sydlig riktning.